# ヤーセル・アラファート
ヤーセル・アラファート（アラビア語: ياسر عرفات(転写:Yāsir ‘Arafāt)、英:Yasser Arafat 等 1929年8月24日 - 2004年11月11日）は、パレスチナのゲリラ指導者、政治家。パレスチナ国初代大統領、パレスチナ解放機構（PLO）執行委員会議長などを務めた。報道などではヤセル・アラファトの表記が多い。本名はムハンマド・アブドゥッ＝ラウーフ・アル＝クドゥワ・アル＝フサイニー (محمد عبد الرؤوف القدوة الحسيني) 。
アラファートは、長らくイスラエルに対する強硬派であり、多くの武装闘争を主導した。しかし、後に穏健路線に転じ、1993年にはイスラエルとの歴史的な和平協定を果たしてパレスチナ自治政府を設立する。これによって1994年にノーベル平和賞を受賞したが、イスラエル側で和平を主導していたイツハク・ラビンが暗殺されてからはイスラエルとの和平プロセスは停滞し、晩年にはイスラエルとの対立やパレスチナの内紛に苦しめられた。

## 名前
「ヤーセル・アラファート」は通名で、本名はムハンマド・アブドゥッ＝ラウーフ・アル＝クドゥワ・アル＝フサイニー (محمد عبد الرؤوف القدوة الحسيني) 。名前に含まれる「フサイニー」は、彼がエルサレムの名家フサイニー家の出自であったことを意味する。
「ヤーセル」は「静かな」「落ち着いた」「のんきな」といった意味をもつアラビア語の男性名。「アラファート」は、イスラム教の聖地マッカの郊外にある巡礼対象の聖山アラファートの名にちなむ。通り名の「ヤーセル」は、知り合いのパレスチナ人の名前を死亡時に受け継ぎ、自ら名乗ったものとしている。後に、アブー・アンマール (ابو عمّار) という通称も用いた。この通称が、いわゆる「ゲリラ名」として国際社会に知られているものである。

## 生涯

### 生い立ち
エルサレムのアラブ系スンナ派ムスリム（イスラム教徒）の名門フサイニー家に属する裕福な織物商家の7人中5番目の子として生まれた。アラファート自身は1929年8月4日にエルサレムに生まれたことを主張してきたが、同年8月24日にカイロに生まれたというエジプトの出生記録もあり、彼の誕生日と誕生地は彼が生粋のパレスチナ人であったかという問題と絡んで議論の的となっている。
少年時代をカイロおよびエルサレムで送った後、カイロ大学で工学を学んだ。学生時代にはパレスチナ学生連合に所属し、1952年から1956年まで議長として活躍した。また、この時期にユダヤ人に興味を持ち、テオドール・ヘルツルの本を読んだり、ユダヤ人街の礼拝に出席してそれを知った父親に殴られたこともあったという。

### パレスチナ解放運動
1956年にスエズ危機が起こるとエジプト軍に入り、第二次中東戦争に工兵大尉として従軍。戦後はクウェートで技師として働きながらパレスチナ解放運動を続け、後のPLO主流派となるファタハを結成。1963年にシリアに迎えられ、イスラエルに対する武装闘争に入ってファタハをパレスチナ解放運動の主流勢力に成長させ、1966年にファタハはヨルダンの拠点からイスラエル軍兵士を地雷で殺害してサム事件を起こして第三次中東戦争の引き金となる。第三次中東戦争での敗北で権威が失墜していたエジプトのガマール・アブドゥル＝ナーセル大統領から消耗戦争でのファタハの活躍を注目され、パレスチナ問題の全権を委任されたアラファートは「パレスチナの指導者」に迎えられて1969年にPLOの議長としてパレスチナ解放運動の指導者に立つこととなった。

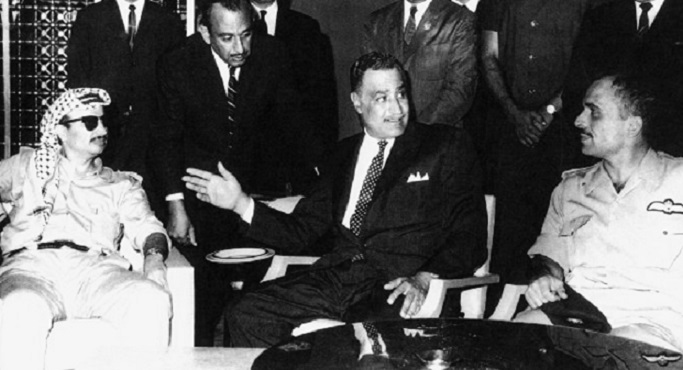
ナーセル（中央）、フセイン国王（右）と、1970年

アラファート指導下のPLOは、パレスチナ難民が多く居住するヨルダンに拠点を作ってイスラエルに対する越境攻撃を行い、イスラエル軍の反撃を撃退して一挙にアラブ・パレスチナの英雄となる。しかし、勢力を拡大したPLOはヨルダンにおける「国家内国家」となってしまい、ヨルダン政府と利害を衝突させるようになった。翌1970年、PLOによるテロがヨルダンを巻き込んで国際的に行われるようになると、このことがパレスチナ難民の不安定化によるヨルダン情勢の悪化を恐れるフセイン1世国王の逆鱗に触れ、フセイン国王は9月14日に戒厳令を敷いて国王親衛隊のベドウィン（アラブ遊牧民）部隊を投入、PLOを攻撃した（ブラック・セプテンバー事件）。
アラファートはこの事件によってヨルダンから追放されるものの、今度はレバノンに移って1970年代を通じてイスラエルに対する武装闘争を続け、この時期の第四次中東戦争を契機とするアラブ諸国とイスラム教諸国の結束の機運に乗じて、1974年のモロッコのラバトで開かれたアラブ連盟首脳会議では「パレスチナ唯一の代表」と認められたPLOへの資金援助をアラブの産油国は義務付けられることになり、同年にはパキスタンのラホールのイスラム諸国会議機構首脳会議でもアラファートは演説してイスラム諸国39ヶ国首脳とバードシャーヒー・モスクでの金曜日の集団礼拝に参加した。アラブ諸国とイスラム諸国から多大な支援を受けたアラファートは国連総会で非政府組織の代表としては初めての演説を行い、1979年には外国の要人では初めてイスラム革命後のイランを訪れて反イスラエルながらアラブ諸国と対立していたルーホッラー・ホメイニーの支援も取り付けた。しかし、1983年にレバノン内戦でのシリア大統領ハーフィズ・アル＝アサドとの不和から拠点であったダマスカス（シリア）とトリポリ (レバノン)を追放され、ハビーブ・ブルギーバの招きでチュニジアのチュニスにPLOの本拠地を移す。1985年にヨルダンと和解してアンマンでヨルダンとパレスチナによる連邦制で合意する。1988年7月にヨルダン国王フセイン1世がアブドゥッラー1世の時代から主張し続けたパレスチナの領有権を破棄すると、同年11月にアラファートはパレスチナ国家を建国するとしてパレスチナの独立宣言を発表し、イスラム世界や非同盟諸国と共産圏を中心に国家承認を得て翌1989年4月にパレスチナ中央評議会はアラファートをその「大統領」に選出した。

### 方向転換と和平の失敗

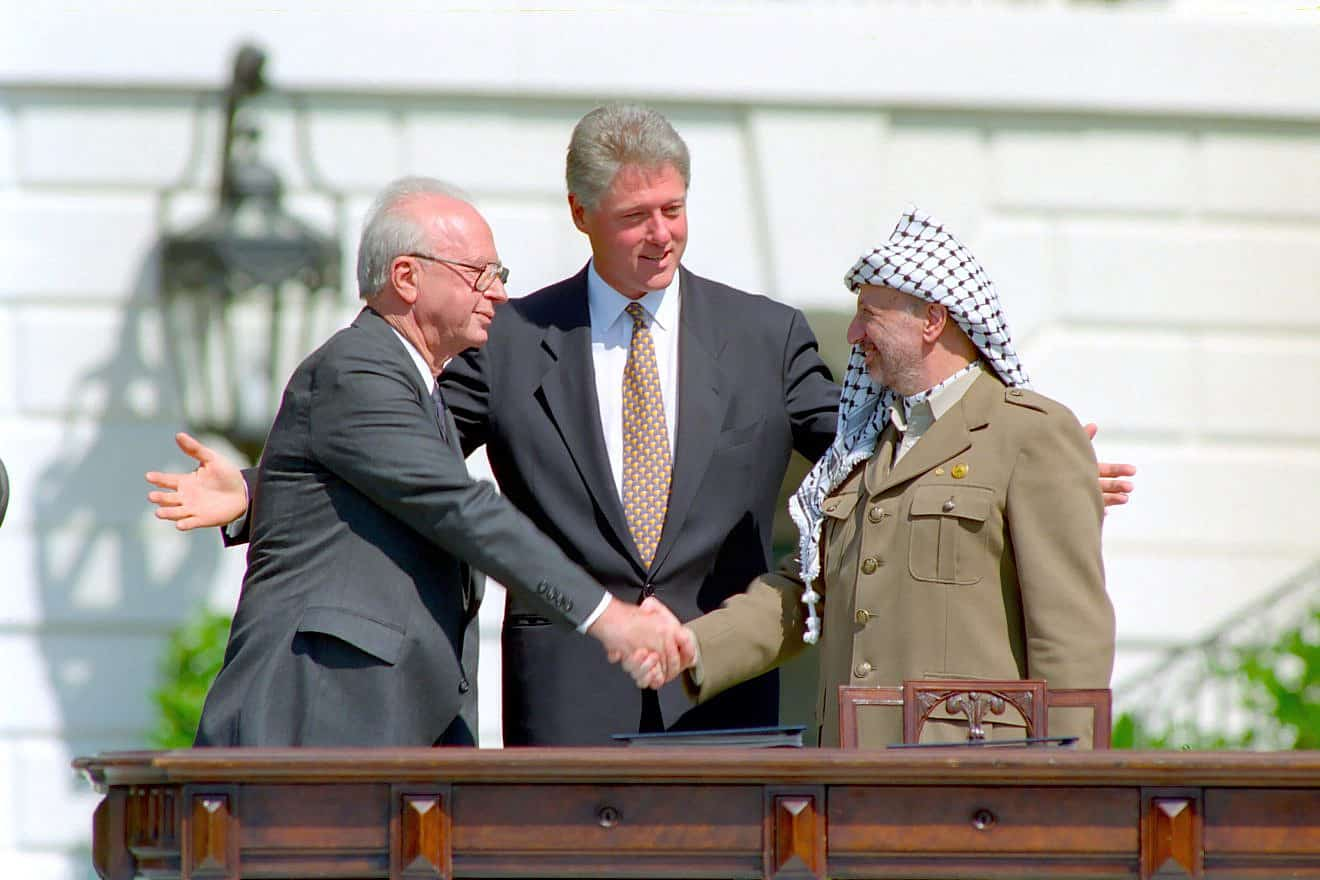
オスロ合意調印後にラビン（左）と握手するアラファート
（中央はビル・クリントン）

1990年の湾岸戦争で親交があったイラクのサッダーム・フセインを支持し、湾岸産油国からの支援を打ち切られて苦境に陥ったアラファートはイスラエルとの対話路線を謳う穏健派の指導者として復活を図り、1993年和平（オスロ合意）を成立させてイスラエルのイツハク・ラビン首相と会見した。翌1994年、この政治決断に対してノーベル平和賞が贈られ、和平協定に基づいてパレスチナに戻った。
1996年1月の第1回パレスチナ総選挙では新たに設置されたパレスチナ自治政府の初代大統領にアラファートは88.2％の得票率で正式に当選し、立法評議会でファタハは定数88議席のうち55議席を得て勝利した。

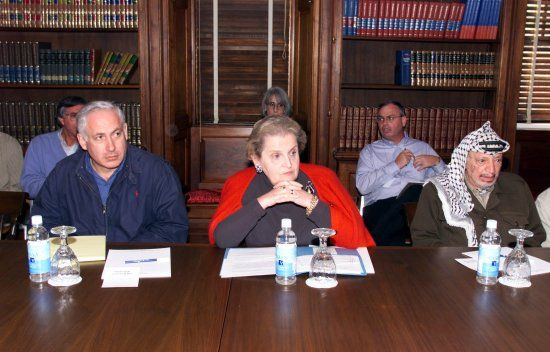
ネタニヤフ（左）とアラファート
（中央はマデレーン・オルブライト）

イスラエルとの和平プロセスはイツハク・ラビンの暗殺から停滞したが、1998年にベンヤミン・ネタニヤフ首相とはワイ・リバー合意を成立させた。

バラック（左）と握手するアラファート
（中央はビル・クリントン）

2000年7月にキャンプデービッドで会談したイスラエルのエフード・バラック首相は「クリントン・パラメーター」（キリスト教とイスラム教の聖地を含む東エルサレムの一部に加えてヨルダン川西岸地区の97%とガザ地区全域をパレスチナ国家として認める）を受け入れるも、アラファートは言葉を濁したため実現しなかった。同年9月28日にイスラエルのアリエル・シャロン（後の首相）がエルサレムの神殿の丘にあるイスラム教の聖地に踏みこんだ事件をきっかけにインティファーダ運動が起こり、イスラエルとパレスチナの対立は決定的となった。パレスチナ人による自爆攻撃とイスラエルの攻撃が相次ぎ、ガザ地区や西岸の状況が置かれている状況は悪化した。インティファーダの主流となった非PLO系のハマースの上級幹部マフムード・アル＝ザハールはイスラエルとの交渉が停滞したことからアラファートが指示したと述べた。イスラエルのシャロン首相は「アラファトがいる限り和平交渉はできない」として、イスラエル政府からの信頼を失っていった。アメリカのジョージ・W・ブッシュ大統領も、アラファートがテロを放置していると考えるようになった。イスラエルはアラファートをテロ蔓延の原因とみなし、2001年よりヨルダン川西岸地区のラマッラー（ラマラ）にあるパレスチナの議長府（大統領府）は長らくイスラエル軍によって包囲され、アラファートは軟禁状態に置かれた。
2003年3月19日にアラファートはアメリカ・イスラエルの圧力のもと和平推進派のマフムード・アッバースを初代首相に任命し、アッバース内閣はテロ抑制と治安の回復を掲げ、テロ抑制に対するアメリカ・イスラエルや自治政府の民主化改革に対する国際社会の期待を担い、同年6月にブッシュ大統領、シャロン首相とヨルダンのアカバで会談し、アメリカの発表した平和のためのロードマップを実行することで合意した。しかし、ハマスらによるテロは一向にやまず、事態は一層混迷を深めた。アラファートは警察や憲兵など複数の治安部隊を相争わせながら配下に置いており、懸案の治安回復について改革を望む首相の代表する行政機関に自らが牛耳る安全保障部門を明渡すことを拒否した。この結果、同年9月6日にアッバース首相はアラファートに辞表を提出、アッバース内閣は半年に満たない短命に終わった。これ以降、和平交渉は再び停滞した。

### 死去

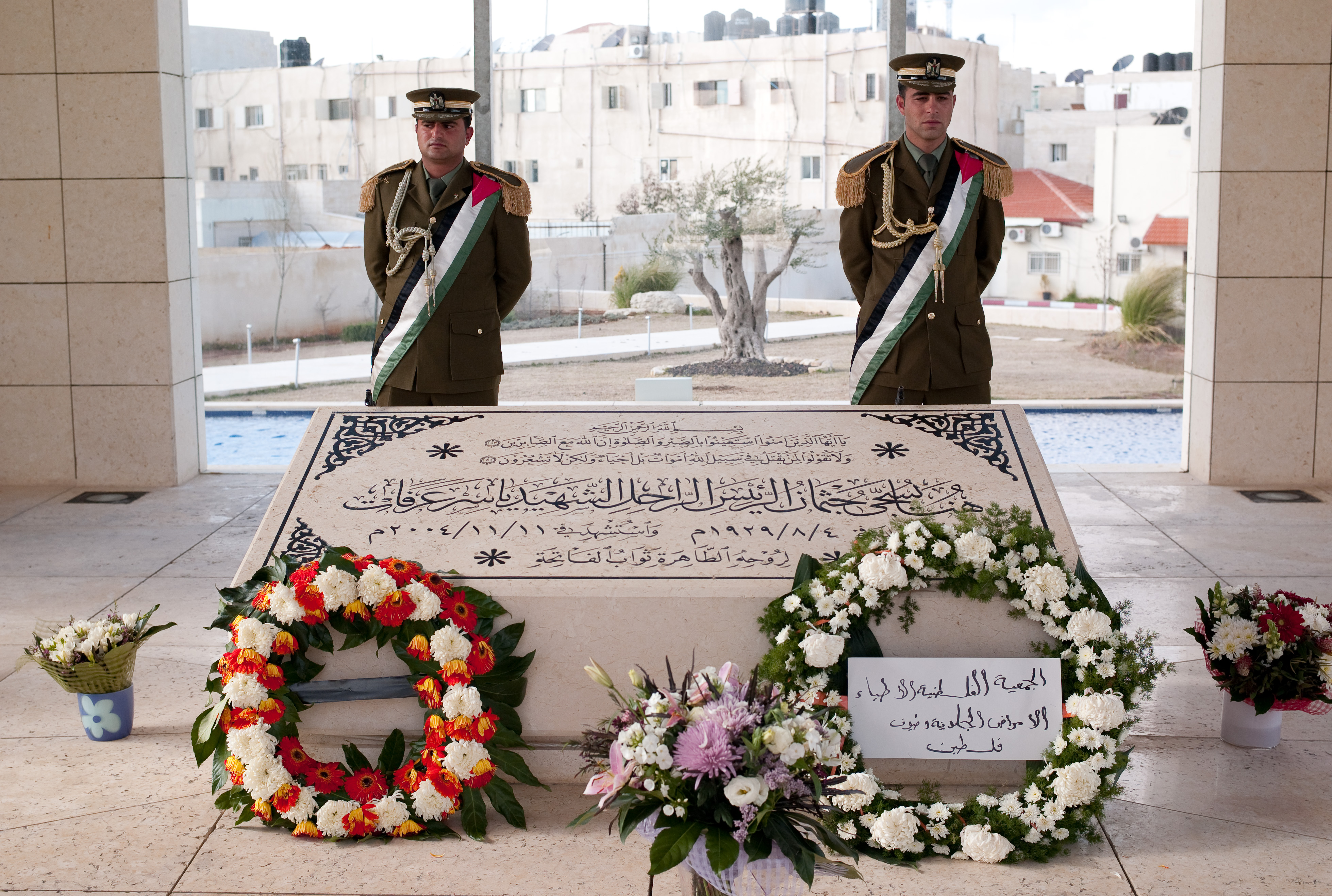
ラマッラーにあるアラファートの墓

2004年10月10日にアラファートは体調を崩し、10月15日のラマダン（断食月）入りの金曜礼拝では気分不良のために途中で退出して客人への対応もしなかった。10月19日にはエジプトから招かれた医師団が診察した。10月27日より嘔吐を繰り返すようになり、何度か意識を消失した。アラファートは、入院中に大統領府がイスラエル軍によって破壊され戻れなくなることを恐れていた。10月29日、体調の悪化を理由に治療のため、イスラエルはアラファートの軟禁を解き、ヨルダン政府によりアンマン経由でフランスに移送されたが、脳出血のため昏睡状態に陥り、11月11日午前3時30分にパリ郊外クラマールのペルシー仏軍病院で死去した。アラファートは生前に遺体を東エルサレムまたはその近郊に埋葬してほしいと希望していたが、東エルサレムを自国の不可分の領土としているイスラエル政府はこれを拒否したため、遺体はカイロに運ばれて国葬された後、11月12日にラマッラーにある議長府敷地内に埋葬された。
アラファートには、軟禁状態となったころから健康不安の噂があった。また多数の敵を抱えた状況から、アラファートの死因に関しては毒殺疑惑があり、スーハ夫人がアラファートの遺品をアルジャジーラに持ち込んだ。スイスのローザンヌ大学病院にある放射線物理学研究所のチームが検査した結果、遺品からは高濃度の放射性物質ポロニウム210が検出された。スーハ夫人は毒殺の証拠であると主張し、フランスの裁判所に刑事告訴した。パレスチナ自治政府はアラファートの死因究明のための遺体掘り返しと検体サンプルの採取を承認し、2012年11月27日、アラファートの墓を掘り返して遺体の検体を採取したこと、および、フランス、スイス、ロシアの科学捜査研究者が死因を鑑定すると公表し、毒殺が確認された場合は国際刑事裁判所(ICC)に提訴すると表明した。12月にスイスの調査団は遺体の組織からポロニウム210が発見されたと発表したが、フランスの調査団は自然死であるという調査結果を発表した。

## 資産
アラファートが秘密裏に管理してきたとされる「パレスチナ資産」は総額四十億―六十億ドルにのぼり、個人資産は4452億円あったとされている。